# Sambhal
Sambhal is een stad en gemeente in het district Sambhal van de Indiase staat Uttar Pradesh.

## Demografie
Volgens de Indiase volkstelling van 2001 wonen er 182.930 mensen in Sambhal, waarvan 53% mannelijk en 47% vrouwelijk is. De plaats heeft een alfabetiseringsgraad van 35%.

## Geen hoofdstad
De stad ligt in het gelijknamige district Sambhal, dat in 2012 ontstond nadat het afgesplitst werd van het district Moradabad. De keuze van de autoriteiten om Bahjoi aan te wijzen als de hoofdplaats van het nieuwe district, leidde in de stad Sambhal (waar men eveneens aanspraak maakte op deze status) tot protesten. In een poging het conflict te temperen werd een compromis voorgesteld om de hoofdstad te verplaatsen naar Pawasa, een plaats die precies halverwege Bahjoi en Sambhal gelegen is, maar de steun hiervoor bleef uit.